# Scoparia biplagialis
Scoparia biplagialis là một loài bướm đêm trong họ Crambidae.